# عبدالله بن خباب بن ارت
عبدالله بن خباب بن ارت فرزند خباب بن ارت، از یاران و دوستان علی بن ابی طالب بود. وی در زمان خلافت علی بن ابی طالب مدتی کارگزار نهروان بود و خود به همراه همسر باردارش به جرم مودت علی، به دست خوارج کشته شد. علی به خونخواهی وی با خوارج دیدار کرد و از آنها پرسید چه کسی عبدالله را کشته است، همگی آن را گردن گرفتند. علی در پاسخ گفت «به خدا قسم اگر تمام اهل دنیا این گونه به قتل عبداللّه اقرار کنند و من توانا باشم بر کشتن آنها به خاطر او، آنها را خواهم کشت.» و پس از آن، در نبرد نهروان با خوارج جنگید و قریب به اتفاق خوارجی را که تسلیم یا متواری نشده بودند، کشت. 